# Olavo Câmara
Olavo Balona Gouveia Câmara (Madeira, 1 de março de 1990) é um político e advogado português. Atualmente, é deputado à Assembleia da República pelo círculo da Madeira, tendo sido eleito na lista do Partido Socialista.

## Biografia
É filho de Emanuel Câmara, também político. Licenciado em Direito pela Faculdade de Direito da Universidade de Lisboa, é o líder regional na Madeira da Juventude Socialista.
Enquanto deputado ao parlamento português, integra as comissão parlamentares de Agricultura e Mar e de Negócios Estrangeiros e Comunidades Portuguesas, sendo suplente nesta.